# Roslavl
Roslavl (Russisch: Рославль) is een kleine stad in de Russische oblast Smolensk. Het aantal inwoners ligt rond de 56.000. Roslavl is tevens het centrum van het gelijknamige bestuurlijke rayon. De stad ligt aan de rivier Ostjor, in het stroomgebied van de Dnjepr, precies op de lijn Smolensk - Brjansk; het ligt 123 kilometer van Smolensk en 135 kilometer van Brjansk.
De stad werd in 1137 als Rostislavl gesticht door de knjaz van Smolensk, Rostislav Mstislavtisj, hetgeen ook meteen de naam van de stad verklaart. Roslavl werd deel van het Grootvorstendom Litouwen in 1408, en kwam weer bij Moskou in 1667.
Onder andere de beeldhouwer Sergej Konenkov en Michail Mikesjin. Ook de voorouders van de dichter Fjodor Tjoettsjev komen hiervandaan.
Bestuurlijk centrum: Smolensk 

Demidov · Desnogorsk · Dorogoboezj · Doechovsjtsjina · Gagarin · Jartsevo · Jelnja · Potsjinok · Roslavl · Roednja · Safonovo · Sytsjovka · Velizj · Vjazma